# Kathleen Horvath
Erica Kathleen „Kathy“ Horvath (* 25. August 1965 in Chicago) ist eine ehemalige US-amerikanische Tennisspielerin.

## Karriere
Horvath war die jüngste Spielerin, die die nationalen amerikanischen Tennismeisterschaften der Juniorinnen (Altersklasse 16 Jahre und jünger) gewinnen konnte. Zudem ist sie die einzige Spielerin, die die Nachwuchsmeisterschaften auf Sand, die US Girls Clay Courts, in allen vier Altersklassen in Serie gewann. 1980 siegte sie auch beim Juniorinnen-Wettbewerb der French Open.
Horvath spielte von 1981 bis 1989 auf der WTA Tour. Sie gewann in dieser Zeit fünf Einzel und drei Doppeltitel und rückte 1984 bis auf Weltranglistenplatz 10 vor. Ihre größten Erfolge bei Grand-Slam-Turnieren erzielte sie 1983 und 1984 bei den French Open, als sie dort jeweils im Viertelfinale stand.
1983 war sie die einzige Spielerin, die Martina Navrátilová schlagen konnte (im Achtelfinale der French Open mit 6:4, 0:6, 6:3).
1984 gehörte sie darüber hinaus zur Fed-Cup-Mannschaft der Vereinigten Staaten; sie gewann drei ihrer vier Einzel, konnte die Niederlage gegen Australien aber nicht verhindern. Trainiert wurde sie von Harry Hopman und Nick Bollettieri.

## Turniersiege

### Einzel
| Nr. | Datum             | Turnier            | Kategorie | Belag           | Finalgegnerin       | Ergebnis       |
| --- | ----------------- | ------------------ | --------- | --------------- | ------------------- | -------------- |
| 1.  | 6. März 1983      | Nashville          | WTA       | Teppich (Halle) | Marcela Skuherská   | 6:4, 6:3       |
| 2.  | 13. November 1983 | Honolulu           | WTA       | Teppich (Halle) | Carling Bassett     | 4:6, 6:2, 7:61 |
| 3.  | 10. März 1985     | Indianapolis       | WTA       | Teppich (Halle) | Elise Burgin        | 6:2, 6:4       |
| 4.  | 31. März 1985     | Palm Beach Gardens | WTA       | Sand            | Petra Delhees-Jauch | 3:6, 6:3, 6:3  |
| 5.  | 12. Juli 1987     | Knokke-Heist       | WTA       | Sand            | Bettina Bunge       | 6:1, 7:65      |

### Doppel
| Nr. | Datum          | Turnier      | Kategorie | Belag           | Partnerin       | Finalgegnerinnen                   | Ergebnis      |
| --- | -------------- | ------------ | --------- | --------------- | --------------- | ---------------------------------- | ------------- |
| 1.  | 9. Mai 1982    | Perugia      | WTA       | Sand            | Yvonne Vermaak  | Billie Jean King Ilana Kloss       | 2:6, 6:4, 7:6 |
| 2.  | 7. August 1983 | Indianapolis | WTA       | Sand            | Virginia Ruzici | Gigi Fernández Beth Herr           | 4:6, 7:6, 6:2 |
| 3.  | 9. März 1985   | Indianapolis | WTA       | Teppich (Halle) | Elise Burgin    | Jennifer Mundel Molly Van Nostrand | 6:4, 6:1      |